# Coloradoöknen

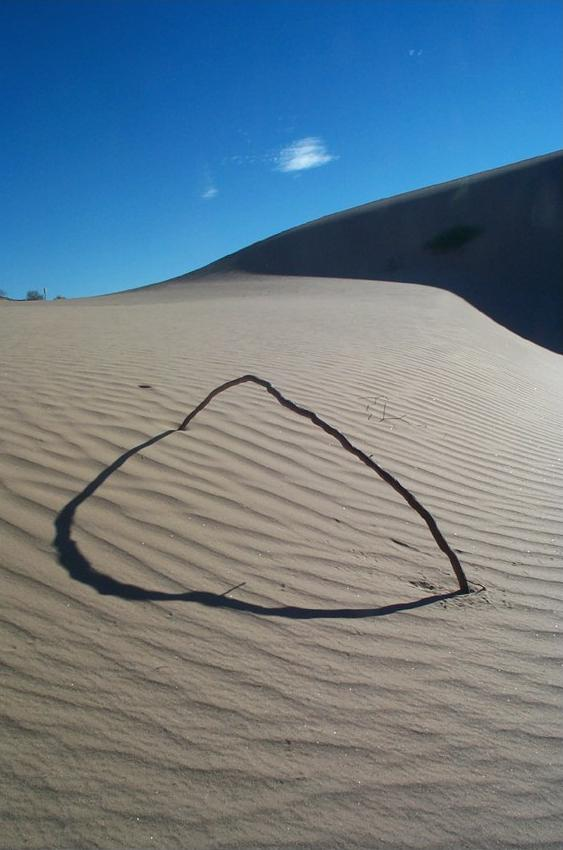
Coloradoöknen

Coloradoöknen är en del av den större Sonoraöknen i sydvästra USA och nordöstra Mexiko. Coloradoöknen omfattar drygt 40 000 km² öster om Los Angeles och San Diego. Öknen sträcker sig från San Bernardino Mountains åt öster och sydöst till Coloradoflodens delta i Mexiko och har fått sitt namn efter floden. I väster ligger San Jacinto Mountains och Santa Rosa Mountains.
Coloradoöknen omfattar bland annat  Coachella Valley och Imperial Valley vid Salton Sea som konstbevattnas med vatten som leds i kanaler från Coloradofloden.
Inom området finns flera indianreservat samt turistorten Palm Springs.

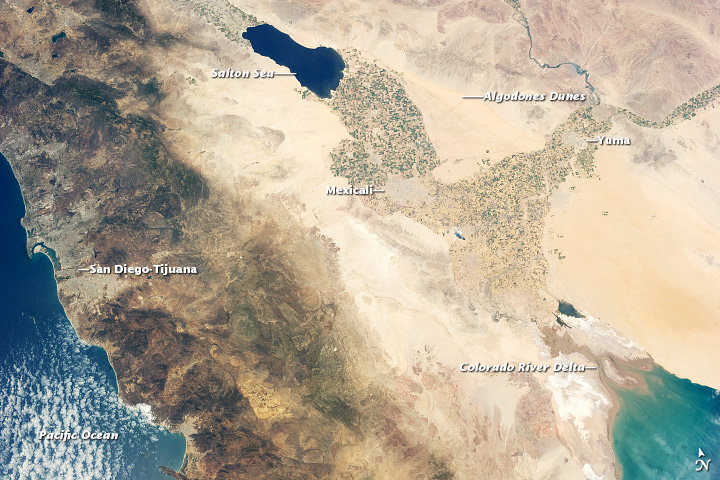
Satellitbild över området.

Geologin är påverkad av kontinentalplattornas rörelser och det finns risk för jordbävningar. I nordväst finns vandrande sanddyner och växtligheten domineras av kreosotbuskar.